# Население на Кот д'Ивоар
Населението на Кот д'Ивоар според последното преброяване от 2014 г. е 22 671 331 души.

## Численост
Численост на населението според преброяванията през годините:
| Година | Численост  |
| 1988   | 10 815 694 |
| 1998   | 15 366 672 |
| 2014   | 22 671 331 |

## Възрастова сткруктура
(2007)
- 0-14 години: 40,6% (мъжe 3 603 386 / жени 3 711 211)
- 15-64 години: 56,6% (мъже 5 128 824 / жени 5 060 027)
- над 65 години: 2,8% (мъже 246 130 / жени 263 831)

## Коефициент на плодовитост
- 2005: 4,58

## Етнически състав
(2004)
- 42,1 % – акани
- 17,6 % – гури
- 16,5 % – северни манде
- 11 % – кроуси
- 10 % – южни манде
- 2,8 % – други (предимно французи – 45 000, и ливанци – 30 000)

## Религия
(2001)
- 35 – 40 % – мюсюлмани
- 25 – 40 % – местни религии
- 20 – 30 % – християни

## Език
Официален език във Кот д'Ивоар е френският.